# Trattnigteich
Der Trattnigteich ist ein Weiher in der Gemeinde Schiefling am Wörthersee. Das Gewässer wird vom Land Kärnten als schwach eutroph eingestuft.

## Lage und Nutzung
Der Trattnigteich befindet sich nordöstlich der Ortschaft Goritschach in einer Senke am Westhang des Pyramidenkogels. Das künstlich angelegte Gewässer hat nur einen geringen Durchfluss. Es wird von kleinen Rinnsalen gespeist und entwässert von seinem nordöstlichen Ende aus in den etwa einen Kilometer Luftlinie entfernten, rund 130 Höhenmeter tiefer gelegenen Wörthersee. Das nördliche und westliche Ufer ist für den Badebetrieb erschlossen und mit einigen Wohnhäusern sowie dem namensgebenden Gasthaus Trattnig bebaut. Am südlichen und östlichen Ufer reicht der naturbelassene Baumbestand bis ans Wasser heran.

## Fauna und Flora
Bei einer Untersuchung im Jahr 2020 konnten im Trattnigteich 91 Arten aus neun Algengruppen (Bacillariophyceae, Chlorophyceae, Chrysophyceae, Conjugatophyceae, Cryptophyceae, Cyanophyceae, Dinophyceae, Euglenophyceae, diverse unbestimmbare Formen) festgestellt werden. Neben einem Bestand an Edelkrebsen beherbergt der zum Fischfang genutzte Teich außerdem die folgenden acht Fischarten:
- Hecht (Esox lucius)
- Barsch (Perca fluviatilis)
- Wels (Silurus glanis)
- Amurkarpfen (Ctenopharyngodon idella)
- Karpfen (Cyprinus carpio)
- Rotfeder (Scardinius erythrophthalmus)
- Schleie (Tinca tinca)
- Zander (Sander lucioperca)